# Гриппенберг, Оскар-Фердинанд Казимирович
Оскар-Фердинанд Казимирович Гриппенберг (фин. Oskar Ferdinand Gripenberg; 1 [13] января 1838, Великое княжество Финляндское — 25 декабря 1915 (7 января 1916)) — российский генерал-адъютант (1904), генерал от инфантерии (6 (18) декабря 1900 года), участник Крымской войны, Туркестанских походов и русско-турецкой войны 1877—1878 годов, командующий 2-й Манчжурской армией в русско-японской войне. Член Государственного совета.

## Биография
Родился 1 (13) января 1838 года в семье Оскара Казимировича Гриппенберга, происходившего из дворянского рода шведского происхождения Гриппенбергов:

### От Крымской войны до 1877 года
С 6 мая 1854 года юнкером участвовал в Крымской войне; 2 ноября 1855 года был произведён за боевые отличия в прапорщики, 5 ноября 1858 — в подпоручики, 5 апреля 1859 года — в поручики. За отличия во время усмирения польского восстания был произведён 26 февраля 1864 года в штабс-капитаны; 23 июня 1859 года переведён в чине поручика в гвардию.
С чином капитана 12 апреля 1866 года он был переведён в Туркестанский военный округ, где командовал ротой в 1-м Оренбургском линейном батальоне, в том же году 2 октября был произведён в майоры. В следующем году, 3 апреля вступил в командование 5-м Туркестанским линейным батальоном, с которым участвовал в покорении Бухары и в ряде других экспедиций, отличился при штурме крепости Ура-Тюбе и за боевые отличия был награждён в 1867 году орденами Святой Анны 3-й степени с мечами и бантом и Святого Георгия 4-й степени: «В воздаяние за отличие, оказанное при штурме Бухарской крепости Ура-Тюбе».
1 мая 1868 года был произведён в подполковники и награждён орденом Святого Станислава 2-й степени и золотой саблей с надписью «За храбрость».
Назначенный28 февраля 1870 года командиром 17-го стрелкового батальона, Гриппенберг 3 февраля 1872 года был произведён в полковники; 19 марта 1877 года назначен командиром Лейб-гвардии 2-го стрелкового батальона и пожалован флигель-адъютантом к Его Императорскому Величеству.

### Русско-турецкая война 1877—1878 годов
Отправившись во главе лейб-гвардии 2-го стрелкового батальона на театр военных действий с Турцией, Гриппенберг, назначенный вскоре 25 октября командующим лейб-гвардии Московским полком, показал выдающиеся военные способности: храбрость, хладнокровие, энергию и уменье быстро разбираться в боевой обстановке. Взятие Правецкой позиции, отражение турецкой атаки под Араб-Конаком в ноябре 1877 года, где три батальона Московского полка отбили нападение 18 таборов Шакир-паши, сделали Гриппенберга одним из героев русско-турецкой войны 1877—1878 годов.
Характерной чертой деятельности Гриппенберга под Араб-Конаком была необычайная находчивость. Когда 21 ноября турки во время 4-й атаки, отличавшейся особой стремительностью, начали одолевать батальоны Московского полка он собрал всех, кто был под рукой, даже горнистов и барабанщиков и с обнажённой саблей и со словами: «Пока жив, не допущу, чтобы наши орудия были в руках турок» бросился вперёд и угрозой фланговой атаки вызвал смятение в рядах неприятеля; подоспевшие из общего резерва стрелки остановили дальнейшее наступление противника.
Наградами Гриппенберга за эту кампанию были ордена Св. Владимира 3-й степени с мечами и Св. Станислава 1-й степени, 21 ноября 1877 года он получил чин генерал-майора и назначение в свиту Его Императорского Величества; 7 апреля 1878 года был удостоен ордена Св. Георгия 3-й степени (№ 567)
В деле 21 Ноября 1877 года на позиции пред Араб-Конаком, с тремя баталионами командуемого полка и с частями Гвардейской Стрелковой бригады, одержал над неприятелем полную победу, последствием которой было сохранение за нами весьмя важной позиции

### 1878—1904 годы
Лейб-гвардии Московским полком он командовал до 1 января 1883 года. Затем командовал с 20 января 1883 года по 11 сентября 1889 года — 1-й бригадой 1-й гвардейской пехотной дивизии, а с 11 сентября 1889 по 7 апреля 1897 года занимал должность начальника Гвардейской стрелковой бригады; 30 августа 1890 года был произведён в генерал-лейтенанты.
С 7 апреля 1897 года по 12 мая 1898 года был командиром 1-й гвардейской пехотной дивизии; 12 мая 1898 года был назначен членом Александровского комитета о раненых. Назначенный 3 мая 1900 года командиром VI армейского корпуса и в том же году произведённый в генералы от инфантерии, с 7 декабря 1901 по 10 ноября 1902 года  Гриппенберг занимал должность помощника командующего войсками Виленского округа, а с 10 ноября 1902 года по 11 сентября 1904 года — командующего округа; при этом он был пожалован званием генерал-адъютанта.

### Русско-японская война 1904—1905 годов
В 1904 году Гриппенберг был назначен командующим 2-й Манчжурской армией при особом Высочайшем рескрипте, в котором было, между прочим, было сказано:
Продолжительное служение Ваше отечеству, отмеченное боевыми подвигами и обширным опытом в деле боевой подготовки войск, дает Мне полную уверенность, что Вы, руководствуясь общими указаниями главнокомандующего, будете успешно направлять к достижению целей войны деятельность вверенной Вам армии и что под Вашим нач-вом наши доблестные войска проявят присущие им мужество и стойкость в борьбе с врагом в защиту чести и достоинства родины
Прибыв в Мукден 28 ноября 1904 года, Гриппенберг, объезжая войска вверенной ему армии, неоднократно говорил, что отступления не будет. Так, обращаясь к полкам 54-й пехотной дивизии, дрогнувшей под Янтаем, он сказал: «Я уверен, ребята, что вы не сдадите перед неприятелем. Знайте, что отступления не будет. Если кто оставит свою позицию, заколи того. Если я прикажу отступать, заколи меня».

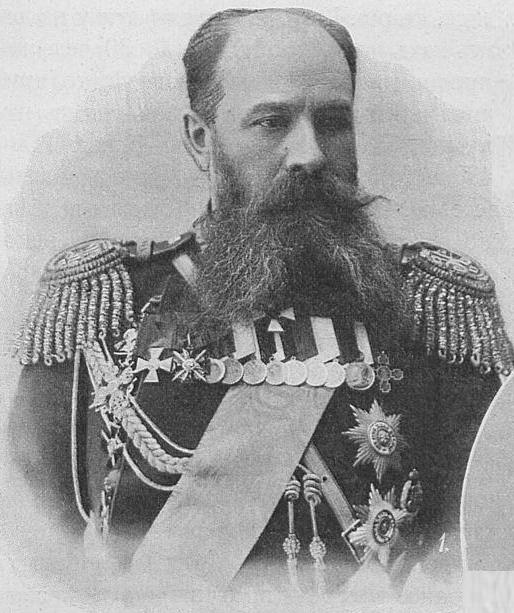
Генерал Гриппенберг
в годы русско-японской войны

6 ноября 1904 года главнокомандующий обратился к командующим Манчжурскими армиями с циркулярным предписанием, в котором указывал, что ввиду предстоящего прибытия на театр военных действий XVI армейского корпуса и стрелковых бригад, дающего нам чувствительный перевес в силах, «дальнейшее энергичное движение вперёд является своевременным». На основании этого указания Гриппенберг представил главнокомандующему свой операционный план, в котором предлагал перейти в наступление в направлении на левый фланг противника. Для успеха операции Гриппенберг желал: усиления вверенной ему армии тремя корпусами, хотя бы ценой ослабления центра и левого фланга, и содействия наступлению его армии демонстрацией сильным огнём 1-й и 3-й армий, а по мере развития действий и переходом в решительное наступление. План Гриппенберга хотя и встретил сочувствие главнокомандующего, однако последним было указано 2-й армии в конце концов ограничиться лишь охватом левого фланга расположения армии Оку, начиная с занятия дер. Сандепу и, таким образом, общее наступление сведено было к частичному наступлению одной 2-й армии (в составе I Сибирского, VIII и X армейских и сводного стрелкового корпусов) при огневой поддержке соседних.
Последовавшая затем затяжная и неудавшаяся операция 2-й Манчжурской армии при Сандепу с 2 по 16 января 1905 года внесла разлад в отношения между главнокомандующим и Гриппенбергом, вследствие чего Гриппенберг, не находя возможным оставаться долее на своем посту, 17 января телеграммой испросил Высочайшее разрешение на отъезд из армии по расстроенному здоровью. В ответ на это ходатайство Гриппенберг получил следующую телеграмму императора Николая II (от 18 января): «Желаю знать истинные причины Вашего ходатайства об отчислении и о приезде в СПб. Телеграфируйте шифром с полной откровенностью». Гриппенберг донёс телеграммой: «Истинная причина, кроме болезни, заставившая меня просить об отчислении меня от командования 2-й Манчжурской армией, заключается в полном лишении меня предоставленной мне законом самостоятельности и инициативы и в тяжёлом состоянии невозможности принести пользу делу, которое находится в безотрадном положении. Благоволите, Государь, разрешить мне приехать в СПб для полного и откровенного доклада о положении дела»; 18 января Николай II удостоил Гриппенберга следующей телеграммой: «Разрешаю вам прибыть немедленно в СПб. Передайте славным войскам вашей армии Моё горячее спасибо». Сдав командование армией командиру VIII армейского корпуса генерал-лейтенанту Мылову, Гриппенберг отбыл в Санкт-Петербург.
Согласно своему ходатайству, Гриппенберг 12 марта 1905 года был отчислен от командования 2-й Маньчжурской армией.
Изданная генерал-адъютантом Куропаткиным книга «Бой под Сандепу» (СПб.) побудила Гриппенберга издать брошюры: «Изнанка операций охвата левого фланга расположения армии Оку в январе 1905 г.» (выдержала пять изданий в 1908—1912 гг.) и «Ответ О. Гриппенберга на обвинения генерал-адъютанта Куропаткина» (СПб., 1909), в которых он на основании документов доказывает, что главным виновником неудачи охвата левого фланга армии Оку под Сандепу, а в дальнейшем и поражения под Мукденом является сам генерал Куропаткин. 
Отъезд Гриппенберга из армии вызвал в своё время в армии и в русском обществе большой шум и со стороны многих встретил сильное осуждение. На защиту Гриппенберга встал Драгомиров, который писал: «Обращаясь к Гриппенбергу, должен напомнить, что каменистая, бесплодная, суровая Финляндия вырабатывает характеры серьёзные, самостоятельные, узковатые, но страшно определённые и не способные идти на сделки. Характерам покладистым, расплывчатым они не ко двору и часто приходят с ними в столкновение. Поняв общее дело своим делом, финн, убедившись, что исполнить его не может, просто уходит от него в сторону, даже не подумав цепляться за жирный оклад и высокое положение. Устранение от деятельной роли Гриппенберга, единственного из оставшихся генералов турецкой войны, стяжавших себе во время оно подлинную, а не дутую репутацию, конечно, должно быть приятно многим».
А. И. Деникин в своей книге «Путь русского офицера» отмечал: «Однако в тех грехах, в которых он (Гриппенберг) обвинял Куропаткина, он был повинен и сам. Его стратегия была не лучше и, прежде всего, в нем не было достаточно твердости в отстаивании своих прав и планов. Интересно, что и армия, и русская общественность в происшедшей громкой распре стала на сторону Куропаткина. То, что прощали Куропаткину, не могли простить Гриппенбергу. В защиту последнего пытался выступить тогда в печати ген. М. И. Драгомиров, но встретил дружный отпор со всех сторон и, по его же словам, был засыпан по этому поводу угрожающими и бранными письмами. Офицерство громко высказывало своё возмущение по адресу нелюбимого Гриппенберга, когда ему для поездки в Россию был предоставлен экстренный поезд, к тому же задерживавший войсковые эшелоны. И когда, после смещения Куропаткина, Гриппенберг возбудил ходатайство о назначении его вновь в Действующую армию, военный министр ответил ему:
— Общественное мнение так возбуждено против вас, что возвращение ваше в Маньчжурию невозможно».

### Последние годы
25 апреля (8 мая) 1905 года генерал-адъютант Гриппенберг назначен членом Государственного совета. 15 (28) июня 1905 года также назначен генерал-инспектором пехоты. На этой должности он приступил к пересмотру наставления о стрельбе. Собранная по его инициативе комиссия выработала уже новое наставление для стрельбы в войсках, но вскоре Гриппеберг из-за расстроившегося здоровья был вынужден оставить пост генерал-инспектора.
23 марта (5 апреля) 1906 года отчислен от должности генерал-инспектора и уволен в отпуск для лечения последствий контузии головы. В дальнейшем ежегодно увольнялся в продолжительные отпуска для лечения, к присутствию в Государственном совете не назначался и в его деятельности фактически не участвовал.
Числился в списках лейб-гвардии Московского полка и лейб-гвардии 2-го стрелкового батальона.
Умер 25 декабря 1915 (7 января 1916) года в Петрограде, похоронен на Царскосельском братском кладбище.
Имел сыновей: Александр (1879—1935), Оскар, Эдуард.

## Награды
- Медаль «В память войны 1853—1856» (1856),
- Медаль «За усмирение польского мятежа» (1864),
- Орден Святой Анны 3-й ст. с мечами и бантом (20.02.1867),
- Орден Святого Георгия 4-й ст. (27.06.1867),
- Орден Святого Станислава 2-й ст. с мечами (15.06.1868),
- Золотое оружие с надписью «За храбрость» (3.07.1869),
- Императорская корона к ордену Святого Станислава 2-й ст. (2.08.1869),
- Орден Святой Анны 2-й степени (10.10.1875),
- Орден Святого Георгия 3-й ст. (7.04.1878),
- Орден Святого Владимира 3-й ст. с мечами (30.05.1878),
- Орден Святого Станислава 1-й ст. с мечами (14.07.1878),
- Светло-бронзовая медаль «В память русско-турецкой войны 1877—1878»,
- Орден Святой Анны 1-й ст. (30.08.1881),
- Серебряная медаль «В память кончины императора Александра II» (настольная, 6.02.1885),
- Орден Святого Владимира 2-й ст. (30.08.1888),
- Медаль «В память царствования императора Александра III» (1896),
- Орден Белого орла (14.05.1896),
- Малая золотая и серебряная медали «В память коронации Императора Николая II» (1896),
- Медаль «В память царствования Императора Николая I» (1896),
- Медаль «За походы в Средней Азии 1853—1895» (1896),
- Серебряная медаль «В память кончины императора Александра III» (настольная, 7.04.1897),
- Знак отличия беспорочной службы за XL лет (22.08.1900),
- Орден Святого Александра Невского (2.11.1905),
- Золотая медаль Милоша Обилича «За храбрость» (Черногория, 1878),
- Крест «За переход через Дунай» (Румыния, 1878),
- Орден Короны 2-й ст. с мечами (Пруссия, 1878),
- Орден Короны Италии, большой офицерский крест (Италия, 21.12.1882),
- Орден Красного орла 2-й ст. со звездой (Пруссия, 4.10.1890),
- Орден Князя Даниила I 1-й ст. (Черногория, 27.01.1894),
- Орден «Святой Александр» 1-й ст. (Болгария, 5.10.1896),
- Орден Короны Румынии, большой крест (Румыния, 22.03.1897),
- Орден Железной короны 1-й ст. (Австро-Венгрия, 23.04.1897),
- Орден Почётного легиона, командорский крест (Франция, 13.08.1897),
- Орден Красного орла 1-й ст. (Пруссия, 28.07.1897/26.02.1898),
- Орден «За храбрость» 2-й ст. (Болгария, 23.12.1903).